# Tetbury
Tetbury ist eine Kleinstadt und Civil parish im District Cotswold in der Grafschaft Gloucestershire, England. Sie ist 10,53 Quadratkilometer groß und hatte bei der Volkszählung 2001 5250 Einwohner. 

## Geschichte
Tetbury befindet sich an der Stelle einer alten Wallburg, die bereits zur Zeit der Angelsachsen, vermutlich 681 von König Ine von Wesses, durch ein Kloster ersetzt worden war. 

## Sehenswürdigkeiten
- Market House (1655)
- Kirche St Mary the Virgin and St Mary Magdalene (18. Jahrhundert)
- Kirche St Saviour (1848)
- Chavenage House (um 1590), 2,5 Kilometer nordwestlich von Tetbury
- Highgrove House, Residenz von Prinz Charles, in Doughton, südwestlich von Tetbury
- Westonbirt Arboretum der Forestry Commission

## Persönlichkeiten
- Algernon Maudslay (1873–1948), Segler, geboren in Tetbury
- Thomas Southgate (1894–1970), Ruderer, geboren in Tetbury
- Rod Keller (1900–1954), kanadischer General, geboren in Tetbury
- Mark Phillips (* 1948), erster Ehemann von Prinzessin Anne, geboren in Tetbury
- William Paulson (* 1994), britisch-kanadischer Mittelstreckenläufer

## Partnerschaften
- Zwingenberg, Hessen, Deutschland (seit 1981)